# خلأ خلاق
 سونیاتا  ({(به انگلیسی: Śūnyatā) ) اصطلاحی در بودیسم و فلسفه هند.
سونیاتا خلأ عالم‌گیر و جهانی است و به هیچ صفتی موصوف نیست و نه وجود است و نه عدم، و نه وحدت است و نه کثرت و بقول «ناگارجونا» نه پیدایش است و نه انهدام و نه بقاء است، و نه کثرت، نه آمدن است و نه رفتن، و ماهیت آن خلأ است و نفی نفی و سلبِ سلب است، و پاکیزه از هرگونه صفات است و نامتناهی است. همه چیز از آن موجود است و خود عاری از تأثرات حافظه‌ی دیرینه است که به‌موجب آن این دائره هستی پدید آمده.

## عدمِ نیشیدایی
نیشیدا نیز، که میراث دار سنت بودیسم است، مسئله عدم را در کانون توجه قرار می‌دهد. عدمِ نیشیدایی تا حد زیادی رنگ و بوی عرفانی-بودیستی دارد. به عقیده او عدم بنیاد همه چیز است. عدم نیشیدایی وجهی انضمامی و این جهانی دارد، اما در عین حال ورای موجودات است. عدم از این لحاظ تعین بخش هستی است.

## خلأ  جهانی
روش استدلالی «ناگارجونا» نه این است که نوعی هیچ گرائی (Nihilisme)  منجر شود، و جهان را خالی از هرگونه اساس و محمل بیابد، این خلأ جهانی نوعی واقعیت نا متناه و ورای مقولات عینی و ذهنی است.

## نیروانا
انسان در نیروانا به واقعیت Śūnyatā ممتاز می گردد.